# カラグウェ王国

カラグウェ王国は、ルワンダとビクトリア湖の間の、タンザニア北西部に位置した。カラグウェ王国は東アフリカの歴史において、影響力のあった王国であり、バクウェジの子孫とされる世襲の王と首長に率いられていた。カラグウェ王国では、20世紀末にかけて、アラブ商人を含むアフリカ各地の 商人との交易が盛んになった。

## 歴史
カラグウェ王国は東アフリカの多くの大湖地域の諸王国の一つであった。カラグウェ王国は19世紀の間に最盛期に達した。カラグウェ王国の発展は1800年代初期、1820年に権力を握り、1853年にルマニカ王に取って代わられたンダガラ王の時代に起こった。

## 経済
カラグウェ王国の最盛期の間、農業が地元の経済に重要な役割を果たした。多くのカラグウェ人は牛飼いであり、牛は富と権力の尺度だった。
鉄の生産はカラグウェ王国内の経済収支において、重要な役割を果たした。現在のタンザニア北西に位置するカラグウェ王国の土地は、ブガンダや、他のウガンダ、ルワンダ諸王国と、アフリカ東海岸と他の東アフリカの残りの地域から来た商人と接続する地域の交易路に参入することを可能にした。

## バニャンボ人
バニャンボはタンザニアの民族集団である。バニャンボは主に北西部、カゲラとキゴマ地域の住人である。バニャンボは牧畜民族であり、ハヤ人とは異なると考えられている。この区別は文化的な違いに基づいていると言われており、ハヤの経済は主に漁業と農業、バニャンボの経済は主に牧畜を志向している。

## 芸術
カラグウェ王国においた最も有名な芸術作品は鉄製品である。鉄製品の中には実用的なものもあれば、王と鉄の生産を結びつけるために象徴的に使用された牛や槌の象徴と考えられるものもある。

## 王室
カラグウェはバクウェジ氏族とバビート氏族の子孫であると言われていた王の系譜に支配されていた。 カラグウェ王国はワマラの孫、イガラの息子、ンジュナキの息子であるルヒンダによって建国されたとされる。